# Puerto Varas
Puerto Varas è un comune del sud del Cile situato nella provincia di Llanquihue nella regione di Los Lagos, sulla costa sud del lago Llanquihue. 
Fondata da emigranti tedeschi che arrivarono nella zona negli anni 1852 e 1853, oggigiorno la città è un importante centro turistico che offre diversi paesaggi naturali, una gastronomia particolare, spiaggia, parchi naturali, pesca con la mosca e diverse attività sportive come l'andinismo, lo sci, il golf, gli sport nautici, il kayak, le cavalcate e il canoping.
Nel territorio del comune di Puerto Varas si trova il Parco Nazionale Vicente Pérez Rosales, il più antico del Cile.

## Monumenti e luoghi d'interesse
- Casa Kuschel, storica residenza degli anni 10